# 乌拉盖水库
乌拉盖水库，位于中华人民共和国内蒙古自治区锡林郭勒盟东乌珠穆沁旗东部乌拉盖管理区境内，是乌拉盖河上的一座大（2）型河道式水库，也是锡林郭勒盟最大的水库。

## 水库概况
乌拉盖水库水库始建于1977年，1980年完工。1998年8月曾因遇超设计标准的特大洪水而发生溢洪道决口。2005年完成除险加固后，总库容3.12亿立方米，兴利库容1.54亿立方米，死库容0.14亿立方米，正常蓄水位913.1米。水库大坝为碾压式砂壤土均质坝，坝顶高程916.5米，坝长730米，最大坝高24米，坝顶宽6米。
2005年除险加固后，水库库容存在严重的渗漏问题，不能正常蓄水运行。2015-2017年再次实施了除险加固工程。

## 环保争议
乌拉盖水库建成后，成为乌拉盖管理区煤炭开发和工业园区的主要水源，也造成了乌拉盖河下游水资源短缺，草场退化。为此有政协委员在2021年内蒙古自治区政协十二届四次会议上曾提出《关于拆除乌拉盖水库的提案》。